# Колледж искусств им. П. И. Чайковского
Колледж искусств им. П. И. Чайковского — российское учреждение среднего профессионального образования. Полное наименование — Государственное автономное профессиональное образовательное учреждение Республики Бурятия «Колледж искусств имени Петра Ильича Чайковского». Адрес учреждения: 670000 Россия, Республика Бурятия, г. Улан-Удэ, пр. Победы, д. 17.

## История
Колледж искусств имени Петра Ильича Чайковского создан на базе двух старейших учебных заведений отрасли культуры и искусства Республики Бурятия — Улан-Удэнский музыкальный колледж им. П. И. Чайковского и Бурятский республиканский колледж искусств и культуры, также структурными подразделениями колледжа являются Детская школа искусств имени Бау Ямпилова и Ресурсный учебно-методический центр по образованию в сфере культуры и искусства Бурятии.
История Улан-Удэнского музыкального колледжа имени П. И. Чайковского начинается с 1931 года, когда в соответствии с Постановлением Совета народных комиссаров действующие при Бурят-Монгольском доме искусств музыкальная и театральная студии были реорганизованы в Бурят-Монгольский техникум искусств. Первоначально обучение велось на двух отделениях: музыкальном и театральном.
Первые учащиеся техникума, среди которых были будущие прославленные классики бурятской музыки Бау Ямпилов, Жигжит Батуев и Дандар Аюшеев, учились играть на разных русских и бурятских музыкальных инструментах, принимали участие в оркестрах, пели в хоре и делали первые шаги на композиторском поприще.
В 1936 году произошло преобразование техникума искусств в Бурят-Монгольское театрально-музыкальное училище, перед которым была поставлена задача воспитания профессиональных музыкантов-исполнителей.
В 1940 году Бурятскому музыкально-театральному училищу было присвоено имя Петра Ильича Чайковского.
В 1949 году училище было переименовано в Бурят-Монгольское музыкальное училище, а через три года стало называться Улан-Удэнским музыкальным училищем имени Чайковского. Открылись дирижёрско-хоровое, теоретическое отделения, отделения русских, позже бурятских народных инструментов, фольклорное отделение.
История Бурятского республиканского колледжа искусств и культуры начинается с 1936 года, когда по решению бюро Бурят-Монгольской Всероссийской коммунистической партии большевиков была открыта Школа политпросветработников в городе Кяхта. Перед школой стояла задача подготовки руководящих работников политпросветработы в районе и заведующих колхозными клубами.
В 1960 году школа реорганизована в Бурятское культурно-просветительное училище, открылись библиотечное, хореографическое, театральное, инструментальное отделения и состоялся переезд учебного заведения в Улан-Удэ.
В 1990-е годы в училище открываются новые отделения — Художественное, Этнохудожественное, Народно-хоровое, позже Эстрадное и Цирковое.
В 1991 году учебное заведение было реорганизовано в Бурятское республиканское училище культуры и искусств.
В 1992 году училище было переименовано в Улан-Удэнский музыкальный колледж имени Петра Ильича Чайковского.
С 2009 года училище одним из первых среди ввузов и ссузов республики перешло в статус автономного учреждения, а в 2010 году было переименовано в Бурятский республиканский колледж искусств и культуры.

### Детская школа искусств имени народного артиста СССР Бау Ямпилова
при ГАПОУ РБ «Колледж искусств им. П. И. Чайковского» была открыта в 1989 году на основании приказа Министерства культуры Республики Бурятия № 388 от 10.10.1989 г.
ДШИ представляет собой первую ступень в целостной системе непрерывного образования «школа — колледж — консерватория». В образовательной структуре ДШИ функционирует в качестве структурного подразделения Колледжа искусств, и в условиях взаимосвязанной деятельности ей отводится первостепенная роль, ибо залог будущего — в пристальном внимании к начальному этапу в воспитании и обучении будущих профессионалов.
Полное наименование — Детская школа искусств имени Бау Ямпилова при Государственном автономном профессиональном образовательном учреждении Республики Бурятия «Колледж искусств им. П. И. Чайковского». Сокращенное наименование — ДШИ им. Б. Ямпилова при ГАПОУ РБ «Колледж искусств им. П. И. Чайковского»
Юридический и фактический адрес Колледжа искусств — 670000, Республика Бурятия, г. Улан-Удэ, пр. Победы, 17.
Фактический адрес ДШИ им. Б. Ямпилова — 670031, Республика Бурятия, г. Улан-Удэ, ул. Терешковой, д. 3.
Учредителем и собственником имущества Колледжа искусств является Республика Бурятия.
История школы
Детская школа искусств имени Бау Ямпилова была основана в 1989 году по инициативе Министерства культуры Республики Бурятия как Республиканская специализированная детская школа искусств. Целью создания школы являлось выявление одаренных детей, с перспективой дальнейшего обучения и воспитания профессиональных музыкантов. Директором школы была назначена Эмма Цыреторовна Дондукова, педагог Улан-Удэнского музыкального училища по классу специального фортепиано.
Одним из основателей школы по праву можно назвать Бориса Анатольевича Кима (1952—2007) — народного артиста Республики Бурятия, заслуженного деятеля искусств России, видного общественного деятеля, который сформировал коллектив преподавателей, получивших  базовое образование в ведущих консерваториях страны: Ленинграде, Новосибирске,Свердловске.
В 2006 году Постановлением Правительства Республики Бурятия школе было присвоено имя выдающегося музыкального и общественного деятеля, композитора Бау Базаровича Ямпилова.
В 2009 году школа становится структурным подразделением Колледжа искусств им. П. И. Чайковского. Директор Колледжа искусств Баир Борисович Турбянов.
Первоначально школа располагалась на третьем этаже Колледжа искусств, с 2015 года школа работает по адресу — г. Улан-Удэ, ул. Терешковой, д. 3.
В начальный период контингент школы был небольшим — 60 человек. Начиная с 2011 года контингент стал увеличиваться, и в настоящее время составляет 160 человек.
Образовательный процесс
В ДШИ реализуются дополнительные общеобразовательные программы в области искусств — предпрофессиональные и общеразвивающие.
Основная цель данных программ — приобщение детей к искусству, развитие их творческих способностей и приобретение ими начальных профессиональных навыков.
Обучение ведется по следующим видам искусств:
- Музыкальное искусство:
Инструментальное исполнительство
· Фортепиано;
· струнные инструменты /скрипка, виолончель/;
· духовые и ударные инструменты /флейта, труба, саксофон, кларнет, тромбон/;
· народные инструменты /бурятские и русские/;
Вокальное исполнительство /сольное пение, эстрадный вокал/.
- Изобразительное искусство.
```
Изобразительное искусство представлено двумя направлениями — традиционное и в стиле старо-бурятской живописи «Буряад Зураг».
```

Для детей дошкольного возраста реализуются следующие программы:
· Подготовка к обучению в ДШИ
· Ранее эстетическое развитие
В школе функционируют несколько творческих коллективов:
— Хор младших классов «Звездочки» — руководитель Жигжитова Т. Б.,
— Хор старших классов «Глория» — руководитель Жигжитова Т. Б..
— Духовой оркестр — руководитель з.р.к. РФ и РБ Худэй Ю. В.
— Ансамбль бурятских народных инструментов — руководитель Дымбрылов Э. Б.
Школа имеет хорошую материальную базу, идет постоянная работа по обновлению и совершенствованию программно-методического содержания учебного процесса. За прошедшие годы воспитанники школы неоднократно становились призёрами и лауреатами международных, региональных и республиканских конкурсов, фестивалей и теоретических олимпиад.
За годы существования школу закончили около 200 выпускников, из них более 70 продолжили свое образование в средних и высших учебных заведениях страны и за рубежом.
Сегодня коллектив преподавателей сформирован из высококвалифицированных специалистов и занимает самую активную творческую позицию в обучении детей.

## Выпускники
Выпускники колледжа: народные артисты Советского Союза Ким Базарсадаев и Галина Шойдагбаева, народные артисты России Надежда Петрова, Саян Раднаев, заслуженные артисты России Татьяна Гергесова, Вера Лыгденова, Ольга Аюрова, Валентина Цыдыпова, Дамба Занданов, заслуженные деятели искусств России Валерий Галсанов, Виктор Усович, Степан Лобозёров и многие другие. Ежегодно из стен колледжа выпускаются молодые специалисты, которые составляют культурную основу современного многонационального народа Бурятии.
Это весь состав Союза композиторов Бурятии, артисты симфонического оркестра Бурятского государственного академического театра оперы и балета, Национального оркестра Республики Бурятия.

## Учредители
Основной учредитель колледжа: Министерство культуры Республики Бурятия 670000, Республика Бурятия, г. Улан-Удэ, ул. Ленина, 30.
Директор колледжа — Турбянов Баир Борисович.

## Деятельность
В Колледже реализуются следующие профессиональные образовательные программы:
- Инструментальное исполнительство (по видам фортепиано, оркестровые струнные инструменты, оркестровые духовые и ударные инструменты, инструменты народного оркестра, национальные инструменты народов России);
- Вокальное искусство;
- Сольное и хоровое народное пение;
- Хоровое дирижирование;
- Музыкальное искусство эстрады (по виду эстрадное пение);
- Теория музыки;
- Музыкальное звукооператорское мастерство;
- Цирковое искусство;
- Дизайн (в области культуры и искусства);
- Декоративно-прикладное искусство и народные промыслы (по видам художественное ткачество и ковроткачество; художественная керамика);
- Живопись (по виду станковая живопись);
- Народное художественное творчество (по видам театральное творчество, хореографическое творчество)
- Социально-культурная деятельность (по виду организация и постановка культурно-массовых мероприятий и театрализованных представлений).

### Творческие коллективы колледжа
- Смешанный хор
- Духовой оркестр
- Струнный ансамбль
- Оркестр русских народных инструментов
- Оркестр бурятских народных инструментов «Арюун домог»
- Фольклорный ансамбль «Жэргэмэл»
- Ансамбль народного танца «Ликование»
- Учебный театр «Арлекин»
- Цирковая группа «Кавалькада»
- Объединение художников «Творческие ступени»
- Детские хоры «Звездочки» и «Глория»
- Ансамбль преподавателей отделения бурятских народных инструментов
- Ансамбль моринхуристов «Жонон»
- Ансамбль песни и танца «Живица»